# Børnebidrag
Børnebidrag er en tvungen ydelse, der forfalder som følge af separation, skilsmisse eller faktisk samlivsophævelse til den forælder, der har parrets fælles børn boende. Børnebidraget er således affødt af forældres forsørgerpligt overfor deres børn.
Børnebidraget består af et fast grundbeløb, der i 2008 andrager 11.628 kr. årligt, samt et fast tillæg og et eventuelt yderligere tillæg, der afhænger af indtægt og antallet af børn. Det faste tillæg er på 1.500 kr. (2008).